# سجن بلاكغيت
سجن بلاكغيت (بالإنجليزية: Blackgate Penitentiary)‏ هو سجن وهمي يظهر في الكتب المصورة الأمريكية التي تنشرها دي سي كوميكس، عادة في قصص البطل الخارق باتمان. ظهر للمرة الأولى في ديتكتيف كومكس #629 (أيار / مايو 1991)، كتبه بيتر ميليجان ورسمه جيم أبارو وستيف ليالوها.
يقع سجن بلاكغيت في جزيرة صغيرة في خليج غوثام، والتي تعد جزءًا من مدينة غوثام، ويخدم كسجن ومرفق تعديل جيني. باتمان: الهالووين الطويل يشير إلى أنه كان يسبقه إصلاحية غوثام ستيت، والتي ظهرت في كثير من الأحيان في الكوميكس قبل تغيير الأستمرارية التي أحدثتها سلسلة 1985 أزمة في الأراضي اللانهائية.

## التاريخ الخيالي
سجن بلاكغيت (والمعروف فيما بعد بأسم إصلاحية بلاكغيت) يعمل بشكل منفصل عن سجن غوثام (والمعروف فيما بعد بإصلاحية غوثام ستيت). يقع كلا السجنين في غوثام، وفي حين أن بلاكغيت هو المرفق الإصلاحي الرئيسي الذي يستخدمه الكّتاب اليوم، كان سجن غوثام ستيت هو السجن الإصلاحي الرئيسي المستخدم في القصص المصورة حتى أوائل التسعينات. وفقاً للأستمرارية الحديثة، في أوائل التسعينات، أدانت منظمة العفو الدولية سجن بلاكغيت وأُجبرتهم على إغلاقه. عندما أعيد فتح السجن في نهاية المطاف، كان معروفًا رسميًا بأسم «أصلاحية بلاكغيت». نظرًا لموقعه الآمن على جزيرة معزولة، بدأ بلاكغيت يتصدر عناوين ولاية غوثام، حتى أصبح هذه الأخيرة غير مستخدم فعليًا.
على عكس مصحة آركام، فإن بلاكغيت هو المكان الذي يتم فيه أحتجاز المجرمين العاقلين مثل البطريق، كاتمان، ديفيد كين، مونسون، إيرني تشاب، كي جي بيست، ومختلف الأتباع، العصابات، ورؤساء المافيا عندما يتم القبض عليهم. الجوكر، ذو-الوجهين، كلاي فيس الثاني (مات هاغن), ذا فينتريلوكويست، زاز، فايرفلاي، رجل التقويم، و روبرت ثورن بعض المجرمين الذين سجنوا لفترة من الوقت في كل من مصحة آركام وسجن بلاكغيت.
هناك حالات يتم فيها نقل النزلاء من مصحة آركام بشكل مؤقت إلى بلاكغيت، كما هو الحال عندما دمر باين مبنى آركام الأصلي في باتمان #491. حيث تم نقل جميع سجناء آركام المحتجزون في بلاكغيت حتى يتم بناء هيكل آركام الجديد وفتحه في باتمان #521.
هناك ون شوت عن حدوث كسر في السجن بعنوان باتمان: بلاكغيت. السجناء في القصة هم كلوماستر، ستيل جاكيت، راتكاتشير، التوائم تريغر، دراغون كات، غان هوك، زونكا (ذا بافلر), اكتواري، وغيرهم. العديد من هؤلاء الأشرار وُضِعوا أيضاً في قصة كارثة عندما يتسبب زلزال والموجات الناجمة عن ذلك في إلحاق الضرر بالسجن وفتح جسر أرضي لغوثام. هذا يسمح لغالبية النزلاء في البلاكغيت بالهروب. خلال القصة التالية الأرض المحرمة، سيطر السجان الرئيسي لوك-آب على البلاكغيت، حيث يقوم بتجنيد كي جي بيست والتوأم تريغر ليعملوا كمراقبين في سجنه، ويحكم بقبضة من حديد. باتمان يتحمل فقط وجوده لأنه يتطلب من لوك-آب إبقاء المجرمين المقبوض عليهم تحت المراقبة لمنعهم من تجاوز غوثام، على الرغم من أن لوك-أب يخضع لأوامر صارمة لعلاج السجناء بشكل جيد. نحو نهاية القصة، يقوم باتمان بإسناد مساعدة ديك غرايسون في الإطاحة بلوك-أب لذا يمكن أستخدام بلاكغيت للجانب القانوني مرة أخرى.

## إصدارات أخرى
في باتمان: الضباب القرمزي - الجزء الثالث من الثلاثية التي بدأت مع باتمان & دراكولا: المطر الأحمر-, الآن- باتمان مصاص الدماء، بعد أستسلامه لغرائزه المظلمة الجديدة، يقتل القناع الأسود وذا فالس فايسر، تاركاً الرؤوس المقطوعة للعصابات على أسوار البلاكغيت تنظر إلى السجناء كـ«تحذير». يعكس باتمان لاحقاً، عندما يفكر في عرضه المستنزف بسرعة من «الأستحقاق» متحاولاً قتل فقط أولئك الذين هم أنفسهم قتلة - وأن العديد من نزلاء «بلاكغيت» هم فقط سارقين أو أقل، وهم متشوقون لدرجة أنهم لا يستحقون هذا النوع من الموت.

## في وسائل الإعلام الأخرى

### التلفاز
- في باتمان: سلسلة الرسوم المتحركة يظهر السجن تحت أسم سجن ستونغيت.
- في باتمان الجرأة والشجاعة حلقة «ليلة الصيادة», أصلاحية بلاكغيت واردة كـسجن بلاكغيت. بيبي فيس يقتحم سجن بلاكغيت لتحرير هيكل عظمي مجانا مفاتيح الهيكل العظمي تويدليدوم وتويدليدي، الظربان بيركنز وأصابع المطرقة. بلاك مانتا، ملك الساعة، كافاليير، دوكتور بولاريس، فيليكس فاوست، فان هاوس، الرجل الورقة، الفزاعة، القرش، سبورت ماستر، توب، وشخصيات من مسلسل الستينيات باتمان (النبال، بوكوورم، رأس البيضة، فالس-فيس، الملك توت، وماد هاتر) يظهرون كسجناء يحاولون الخروج أثناء غارة بيبي فايس.
- يظهر سجن بلاكغيت في أحذر باتمان. تم ذكره كسجن حيث يتم تقديم المرضى لإجراء نفساني جذري لعلاج الأشرار المجرمين المجانين. ويشمل النزلاء لانكهيد ومارغريت سارو. وشمل لاحقاً سايمون ستاج، بروفسور بيغ، مستر تود، توبياس وايل، فوسفور ريكس، سايفر، هامبتي دامتي، ماتاتوا، ذا كي. في «تصفية الحساب», يصل رأس الغول إلى بلاكغيت ويحرر بيغ، تود، ماغبي، وايل، ريكس، وسايفر، وهو على أستعداد لإعطاء قطعة من مدينة غوثام لمن يحضر إليه باتمان، ميتًا أو حي. في «الحيوان»، يتم ألقاء القبض على باتمان بنفسه من أجل تعقب المفتاح قبل أن يتمكن من الفرار. ومع ذلك، تتم متابعة كل من المجرمين من قبل زعيم السجن وأخطر سجين، كيلر كروك.
- يظهر سجن بلاكغيت في غوثام. ويرأسها مشرف السجن الفاسد كارلسون غراي (يلعب دوره نيد بيلامي) وهو صديق جيد مع جيليان ب. لوب. ينظر لأول مرة إلى سجن بلاكغيت في حلقة «هارفي دينت»، حيث يتم أختطاف إيان هارغروف، صانع القنبلة المجنون، من سجن بلاكغيت ونقله إلى مستشفى سانت مارك للطب النفسي من قبل الغوغاء الروس بقيادة غريغور كاسيانوف بعد وفاة نيكولاي. بعد هزيمة الغوغاء الروس، يتم نقل إيان هارغروف إلى مصحة آركام والتي تم فتحها مؤخرًا. في «غضب الأشرار: السجناء»، يتم سجن جيمس غوردان في سجن بلاكغيت بعد أن يورطه إدوارد نيغما في مقتل كارل بينكني. بعد مرور عدة أسابيع على عقوبته، وأردن غراي يضع غوردان في جناح إف من السجن حيث يكون المخرج الوحيد له هو إما الإفراج المشروط أو في حقيبة الجثث. على الرغم من عدم حصول أي شخص على الإفراج المشروط. وبمساعدة من كارمين فالكون وأتصالاته بالسجن، يتمكن هارفي بولوك من إخراج جيمس غوردان من سجن بلاكغيت. في «غضب الأشرار: باينوود»، يُذكر بأن بلاكغيت يحتوي على قسم نسائي حيث يذكر بأنه تم سجن كارين جينينغز في البلاكغيت قبل إخراجها منه لأستخدامه في التجارب التي أجريت في مزارع باينوود.
- تم ذكر بلاكغيت من قبل إيدي سيلك/ساند ديمون في مسلسل البرق حلقة «البرق من عالمين»، حيث لمحو وجود باتمان في عالم دي سي التلفزيوني آروفيرس.

### الأفلام

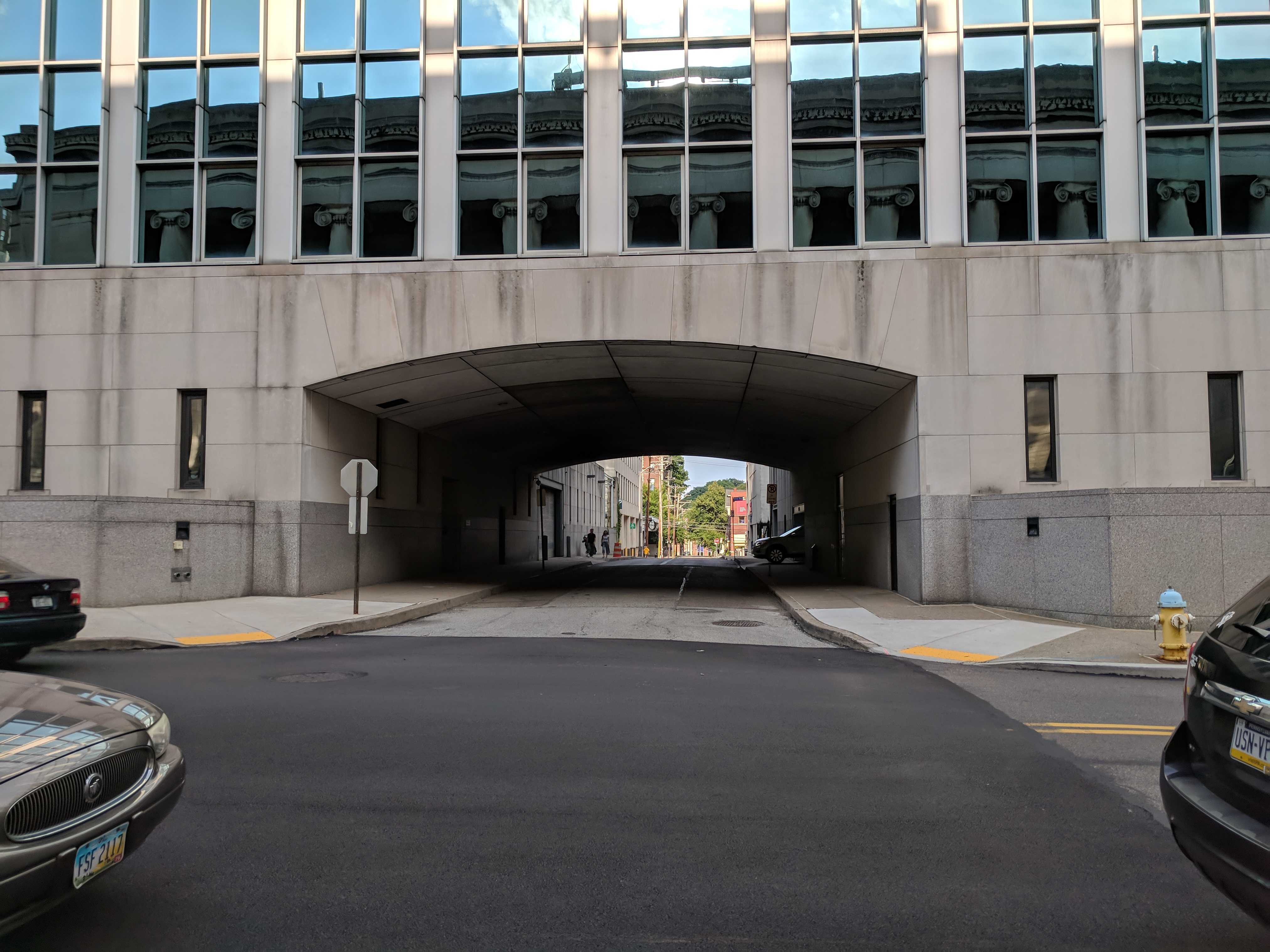
النفق في معهد هندسة البرمجيات في بيتسبرغ كان بمثابة مدخل سجن بلاكغيت في نهوض فارس الظلام.

- يظهر سجن بلاكغيت في فيلم كريستوفر نولان' نهوض فارس الظلام. كجزء من قانون دنت، تم نقل معظم نزلاء مصحة آركام إلى سجن بلاكغيت. ويبدو بأنه واحد من العديد من معالم مدينة غوثام كأهداف لـباين في حصاره للمدينة. عندما يصل إلى البلاكغيت مع أتباعه، يقرأ خطاب التقاعد المحتمل للمفوض غوردان، حيث يطلق باين على السجن بأنه رمزًا للقمع الذي تسبب به قانون دنت الذي وضع معظم منظمي الجريمة في غوثام وراء القضبان. ويدمر المدخل بأحد التومبلر الّاتي أستحوذهن من باتمان ويطلق سراح السجناء (بما في ذلك سيلينا كايل قبض عليها جون بليك فيما كانت تحاول مغادرة مدينة غوثام) من قبل أتباعه. وقد عرض باين على معظم السجناء للتقدم للأمام إذا كانوا يريدون خدمته. يخد معهد هندسة البرمجيات بجامعة كارنيجي ميلون كسجن بلاكغيت في الفيلم.

### ألعاب الفيديو
- لعبة فيديو عام 2003 باتمان: صعود سين تزو تم تعيينه في أستمرارية باتمان: سلسلة الرسوم المتحركة حيث يهرب سين تزو من سجن ستونغيت.
- تشير الخلفية الدرامية لـباتمان: مصحة آركام بأن حريقًا في البلاكغيت أجبر العديد من النزلاء على الإقامة مؤقتًا في مصحة آركام حتى تتم إعادة بنائه. في الحقيقة، تم تصميم الحدث من قبل الجوكر من أجل الحصول على جيشه من الأتباع إلى آركام لخطته الرئيسية التي تنطوي على مركب التيتان بالتلاعب بالدكتور بيني يونج لصنعه. سجناء بلاكغيت هم الأعداء الأكثر شيوعًا في اللعبة، حيث يعملون كجنود مشاة وشخصيات أختبار لمركب تيتان.
- في باتمان: مدينة آركام، لوحظ أنه بسبب الأحداث التي وقعت في اللعبة الماضية، فإن مصحة آركام وسجن بلاكغيت ليسوا شرطًا لحبس السجناء. وهكذا تم بناء مدينة آركام حديثًا لأحتجاز جميع السجناء من كلا المرفقين. يذكر العديد من السجناء في مدينة آركام بأن البلاكغيت قد تم تحويله إلى مركز للتسوق، لكن هذه الشائعات لم يتم تأكيدها قط. يعمل السجناء كجنود للجوكر، وذو الوجهين، والبطريق، على الرغم من أن بعضهم لا يمتلكون عصابة ويعملون كمصدر للمعلومات وترفيه على حد سواء إذا أختار اللاعب الأستماع إلى محادثاتهم. من ناحية أخرى، فإن بعض السجناء الذين يُشاهدون يعملون للأشرار الثلاثة يعملون سراً لصالح ريدلر حيث كان بأستطاعة باتمان في كثير من الأحيان أستجوابهم للوصول إلى خرائط التحدي الخاصة بريدلر.
- بلاكغيت هو منطقة قابلة للّعب في باتمان: أصول آركام. في بداية اللعبة، يقتحم زعيم الجريمة القناع الأسود السجن مع رجاله وقاتله كيلر كروك. هناك، يعذب القناع الأسود مدير السجن مارتن جوزيف ويقتل المفوض لوب قبل أن يهرب في طائرة مروحية. في نهاية اللعبة، يستولي كل من الجوكر وباين على السجن. ولكن خارج هذين المناسبتين، لا يوفر البلاكغيت التجول الحر.
- يظهر بلاكغيت كإعداد رئيسي في باتمان: أصول آركام بلاكغيت (لعبة تابعة لـباتمان: أصول آركام). يدخل باتمان سجن بلاكغيت عندما كانت هناك أنتفاضة يتبعه سجناء مختلفون ينحازون إلى الجوكر، البطريق، القناع الأسود. باين، ديدشوت، النمر البرونزي والذي يظهر أيضاً كسجين. بعد إيقاف باتمان للأشرار، يتبين بعد ذلك بأن أماندا والر وريك فلاغ جونيور تمكنوا من الحصول على النمر البرونزي وديدشوت كإضافات إلى الفرقة الأنتحارية خاصتهم.

## وصلات خارجية
- سجن بلاكغيت في دي سي كوميكس ويكي